# 탈로사어
탈로사어(El Glheþ Talossán,Talossan language)는 R. 벤 메디슨이 그가 건국한 마이크로네이션인 탈로사 왕국의 공용어로서 제정한 인공어이다. 2004년에 동 왕국에서 분기된 탈로사 공화국의 공용어이기도 하다.

## 특징
탈로사어는 갈로 로망스어 계열의 언어적 특징을 언어 설계의 바탕에 깔고 프랑스어, 프로방스어, 오크어 등의 영향을 받았으며, 매우 자연어에 가까운 특징을 갖고 있다. (자연 언어의 불규칙성 등) 탈로사 왕국에 현실성을 부여하기 위하여, R. 벤 메디슨은 1985년에 모로코의 베르베르계 부족중에 Talesinnt라 불리는 종족이 있으며, 이 종족이 탈로사와 관계가 있다는 주장을 하기도 했다. 이 때문에, 탈로사어가 베르베르어에서 영감을 얻은 것이 아닌가 하는 주장도 있었다. 그러나 현재의 탈로사어는 로망스어 계열의 어휘를 바탕에 두고 있고, 특히 프랑스어와 프로방스어의 특징을 진하게 풍기고 있다. 언어 명칭인 탈로사 자체는 로망스어 계열의 어휘가 아니라, 핀란드어로 "집 안에서"라는 뜻이다.
탈로사어는 마이크로네이션의 공용어라는 인공어의 장르에서 매우 성공했고, 인터넷상에서도 매우 잘 알려진 인공어이다. 탈로사어는 약 28,000개의 어휘를 보유하고 있다고 알려져 있는데, 이것은 현재까지 제작된 인공어 중에서 가장 많은 어휘를 보유한 인공어 중의 하나이다.

## 비판
- 로망스어의 일원을 자처하고 있는 데 비하여 라틴어 등 타 로망스어와의 규칙적인 대응 관계가 없고, 문법과 단어의 구성이 지나치게 자의적이다.
- 철자 기호와 철자 조합을 불필요하게 다용하고 있다.
- 자연어에 필적하는 대량의 어휘를 보유하고 있는 반면에, 학습자를 위한 체계적인 문법 체계및 설명 등 이를 뒷받침할 만한 설득력 있는 작업이 부족하다.

## 용례
다음은 영국의 낭만파 서인 퍼시 셀리의 서풍의 노래의 1, 2절을 탈로사어로 번역한 것이다.
Ô vînt traversâ salvátx, tú ånd d'Otogñheu së eßençù,
tú par qissen ûnvidat presençù els föglhâs morteschti
sînt drivadâs, come spiritzen d'iens encantéir escapînden,
vermél, és negreu, és brançéu, és gripesc roxh,
pestidonça-cünsütadâs plenitüds: ô tú,
qi apoartás à lor auscür þivereu vuode.
나를 너의 거문고가 되게 하라, 저 숲처럼
내 잎새가 숲처럼 떨어진들 어떠랴!
너의 힘찬 조화의 난동이 우리에게서
슬프지만 달콤한 가락을 얻으리라.
너 거센 정신이여, 내 정신이 되어라!
너 내가 되어라, 강렬한 자여!